# ジャック・ルヴィエ
ジャック・ルヴィエ（Jacques Rouvier, 1947年1月18日 マルセイユ - ）はフランスのピアニスト。

## 経歴
パリ音楽院でジャン・ユボーに師事した後、1965年にピアノ科で、1967年に室内楽科で首席となる。その後はヴラド・ペルルミュテールとピエール・サンカンの薫陶を受けた。
若くして数々のコンクールで連戦連勝を重ねており、1967年にはヴィオッティ国際音楽コンクールとバルセロナ国際コンクールの双方で覇者となる。その後は1971年にロン＝ティボー国際コンクールで第３位に入賞、国際的な演奏活動のお墨付きを得る。コンクールでの受賞歴の末に、一時期ジャン・ファシナにも入門して技巧面に磨きをかけた。
1970年にジャン＝ジャック・カントロフとフィリップ・ミュレとともにピアノ三重奏団を結成。ラヴェルのピアノ曲全集の録音や、ドビュッシーやラヴェルの室内楽の録音により、グランプリ・デュ・ディスクから授賞されている。
世界各地でマスタークラスを開催するかたわら、1979年より2012年までパリ国立高等音楽院の教授を務め、現在はベルリン芸術大学の客員教授、モーツァルテウム音楽大学の教授を務めている。著名な門人にエレーヌ・グリモーとアルカーディ・ヴォロドスがいる。